# Берестівка (Вараський район)
Бере́стівка (до 1940-х років — Луписуки) — село в Україні, у Володимирецькій селищній громаді Вараського району Рівненської області. Населення становить 1006 осіб.

## Історія
12 червня 2020 року, відповідно до розпорядження Кабінету Міністрів України № 722-р від «Про визначення адміністративних центрів та затвердження територій територіальних громад Рівненської області», увійшло до складу Володимирецької селищної громади Володимирецького району.
19 липня 2020 року, в результаті адміністративно-територіальної реформи та ліквідації Володимирецького району, село увійшло до складу Вараського району.

## Населення
За переписом населення 2001 року в селі мешкали 874 особи.

### Мова
Розподіл населення за рідною мовою за даними перепису 2001 року:
| Мова       | Відсоток |
| ---------- | -------- |
| українська | 99,43 %  |
| російська  | 0,46 %   |
| угорська   | 0,11 %   |